# Hans Brox
Hans Brox (* 9. August 1920 in Dortmund; † 8. Juni 2009 in Münster) war ein deutscher Zivilrechtswissenschaftler und von 1967 bis 1975 Richter des Bundesverfassungsgerichts.

## Leben und Beruf
Brox wuchs im Norden der Stadt Dortmund in einem gläubigen Elternhaus auf. Zunächst begann er für zwei Semester Theologie und Philosophie zu studieren. Er wurde dann aber als Sanitäter im Zweiten Weltkrieg eingesetzt und hierbei schwer verwundet. Nach dem Kriegsende wechselte er zum Studium der Rechte. Nach juristischer Ausbildung an der Universität Bonn von 1945 bis 1948 und der Promotion 1949 (im Strafrecht) folgte das zweite juristische Staatsexamen 1950 in Düsseldorf. Hiernach trat Brox zunächst in den Justizdienst des Landes Nordrhein-Westfalen ein, wo er 1957 zum Oberlandesgerichtsrat am Oberlandesgericht Hamm ernannt wurde. Daneben zog es Brox jedoch in die Wissenschaft: 1959 habilitierte er sich an der Universität Münster für Bürgerliches Recht und Zivilprozessrecht mit einer in sechs Monaten geschriebenen Arbeit „Zur Einschränkung der Irrtumsanfechtung“.

### Ordinarius
1961 wurde Brox zunächst außerordentlicher Professor an der Universität Mainz; 1962 nahm er einen Ruf auf eine ordentliche Professur an der Universität Münster an. Dort hatte er einen Lehrstuhl für Bürgerliches Recht, Handelsrecht, Arbeitsrecht und Zivilprozessrecht inne. Seit 1986 war Brox emeritiert. Zu seinen Schülern gehören Bernd Rüthers, Wilhelm Dütz, Wilfried Schlüter, Friedrich Jülicher und Wolf-Dietrich Walker.

### Verfassungsrichter
Von 1964 bis 1994 war er Mitglied des Verfassungsgerichtshofs für das Land Nordrhein-Westfalen. In der Zeit am Landesverfassungsgericht war Brox unter anderem an bedeutenden Entscheidungen zur kommunalen Neugliederung Nordrhein-Westfalens beteiligt. Vom 1. September 1967 bis 7. November 1975 gehörte er aufgrund seiner Wahl durch den Bundestag als Nachfolger des Richters Herbert Scholtissek dem Ersten Senat des Bundesverfassungsgerichts an. Am Bundesverfassungsgericht wirkte er unter anderem an wichtigen Entscheidungen zum Hochschulrecht, zur Reform des § 218 Strafgesetzbuch sowie zur
Gleichstellung von Witwen und Witwern im Sozialversicherungsrecht mit und war auch an der Mephisto-Entscheidung beteiligt. Er verfasste in seiner Amtszeit am Bundesverfassungsgericht keine Sondervoten. Die ihm angetragene Wiederwahl lehnte er ab. Sein Nachfolger am Bundesverfassungsgericht wurde der Richter Dietrich Katzenstein. 

### Lehrbücher
Die von Hans Brox verfassten Lehrbücher zum Allgemeinen Teil des BGB, zum Allgemeinen und Besonderen Schuldrecht, zum Erbrecht, zum Zwangsvollstreckungsrecht und zum Arbeitsrecht zählen jedes für sich zu den erfolgreichsten und auflagenstärksten juristischen Lehrbüchern. Er deckte bei seinen Publikationen den wesentlichen Teil des deutschen Zivilrechtes ab und war so in der Lage auch übergreifende Zusammenhänge aufzuzeigen.

### Fernsehen
Einem breiten Publikum wurde Brox als juristische Standardautorität in der ZDF-Sendung „Wie würden Sie entscheiden?“ bekannt.

### Privates
Hans Brox lebte seit 1963 mit seiner Frau in Münster.

## Auszeichnungen
Brox war Träger des Großen Verdienstkreuzes mit Stern und Schulterband des Verdienstordens der Bundesrepublik Deutschland. Dieser wurde ihm am 22. Oktober 1975 verliehen. Das Land Nordrhein-Westfalen verlieh ihm den Verdienstorden.
Da er dies persönlich nachdrücklich ablehnte, unterblieb die Herausgabe einer Festschrift zu seinen Ehren.

## Schriften (Auszug)
- Hans Brox, Wolf-Dietrich Walker: Allgemeiner Teil des BGB. 38. Auflage. 2014, ISBN 978-3-8006-3976-2.
- Hans Brox, Wolf-Dietrich Walker: Erbrecht. 26. Auflage. 2014, ISBN 978-345-2-27005-4.
- Hans Brox, Wolf-Dietrich Walker: Zwangsvollstreckungsrecht. 10. Auflage. 2014, ISBN 978-3-452-26447-3.
- Hans Brox, Martin Henssler: Handelsrecht. 22. Auflage. 2016, ISBN 978-3-406-67473-0.
- Hans Brox, Wolf-Dietrich Walker: Allgemeines Schuldrecht. 38. Auflage. 2014, ISBN 978-3-406-56444-4.
- Hans Brox, Wolf-Dietrich Walker: Besonderes Schuldrecht. 38. Auflage. 2014, ISBN 978-3-406-57952-3.
- Hans Brox, Bernd Rüthers, Martin Henssler: Arbeitsrecht. 19. Auflage. 2016, ISBN 978-3-17-029402-8.